# Unidad Operativa de Control de Tránsito
La Unidad Operativa de Control de Tránsito (UOCT) es un organismo público dependiente del Ministerio de Transporte y Telecomunicaciones de Chile y quien lo administra a través de la Subsecretaría de Transportes. Creado en 1990, es la entidad encargada de administrar y operar los sistemas de control de tránsito en las principales ciudades de Chile, con cobertura en nueve regiones del país. La sede nacional se encuentra ubicada en la comuna de Providencia, Santiago.
Los sistemas  de control monitorean en tiempo real de la operación de la mayoría de los semáforos existentes en las ciudades por medio de una red de comunicaciones que conecta cada semáforo con el sistema de control.
En la UOCT opera también un conjunto de cámaras de monitoreo de tráfico. En febrero del año 2007 jugó un rol clave en el monitoreo de las operaciones del Transantiago.  Los canales de televisión nacionales transmiten, por lo general en sus noticiarios, pequeños fragmentos de las grabaciones en vivo de la UOCT de intersecciones con alta congestión vehicular.
Con respecto a los aspectos legales referidos a la grabación de los espacios públicos, almacenamiento y publicación de las grabaciones, la UOCT se rige por las disposiciones que entrega el Consejo para la Transparencia, el cual sugiere que dicha información sea destruida transcurrido un plazo corto de tiempo, sumado a las reglamentaciones y normativas en concordancia entregadas por las municipalidades.
En 2018 fueron incorporados drones Especializados para el control del flujo vehicular en la Región Metropolitana.